# Чайка (Кырджалийская область)
Чайка (болг. Чайка) — село в Болгарии. Находится в Кырджалийской области, входит в общину Момчилград. Население составляет 209 человек.

## Политическая ситуация
В местном кметстве Чайка, в состав которого входит Чайка, должность кмета (старосты) исполняет Фикрет Расим Али (Движение за права и свободы (ДПС)) по результатам выборов правления кметства.
Кмет (мэр) общины Момчилград — Ердинч Исмаил Хайрула (Движение за права и свободы (ДПС)) по результатам выборов в правление общины.